# 贾家大院
贾家大院位于中国安徽省黄山市屯溪区黎阳镇黎阳街28号，始建于清朝光绪年间，属于在西镇街上经营瓷器的江西贾家。
贾家大院已公布为黄山市文物保护单位。2013年开发黎阳in巷旅游休闲街区以后，此处开设徽州乡贤馆。